# 普格县
普格县（羅馬化：Pu Jjyt Xiep）是中国四川省凉山彝族自治州所辖的一个县。总面积1905平方公里，2002年人口14万人。

## 行政区划
普格县下辖8个镇、5个乡：
普基镇、荞窝镇、螺髻山镇、五道箐镇、花山镇、日都迪萨镇、西洛镇、夹铁镇、黎安乡、大坪乡、特兹乡、瓦洛乡和大槽乡。